# Iakîmciîți, Horodok
Iakîmciîți (în ucraineană Якимчиці) este un sat în comuna Klițko din raionul Horodok, regiunea Liov, Ucraina.

## Demografie
Componența lingvistică a localității Iakîmciîți
     Ucraineană (99,44%)
     Alte limbi (0,56%)
Conform recensământului din 2001, majoritatea populației localității Iakîmciîți era vorbitoare de ucraineană (99,44%), existând în minoritate și vorbitori de alte limbi.